# Carl Ferdinand Langhans
Carl Ferdinand Langhans (14. januar 1781 eller 1782 i Breslau - 22. november 1869 i Berlin) var en tysk arkitekt, søn af Carl Gotthard Langhans.
Langhans uddannedes under faderen og Schinkel, og vedblev senere at arbejde i nyklassisk stil. Efter ungdomsarbejder i Breslau byggede han i Berlin blandt andet det enkle Kejser Wilhelm I’s Palæ, men teaterbygninger blev hans specialitet, og på dette område blev han samtidens største autoritet; hans betydeligste arbejde er teatret i Leipzig.